# Principales grupos religiosos
Las religiones son el conjunto de creencias y prácticas que relacionan a la humanidad con elementos sobrenaturales, trascendentales, místicos y espirituales.
Los grupos religiosos con mayor cantidad de practicantes son las religiones abrahámicas (cristianismo, islam y judaísmo), el hinduismo y el budismo.

## Porcentaje mundial
Los cuatro grupos religiosos más grandes representan unas 5466 millones de personas (el 71 % de la población mundial).
Son
el cristianismo,
el islamismo,
el budismo y
el hinduismo.

## Historia de las categorías religiosas

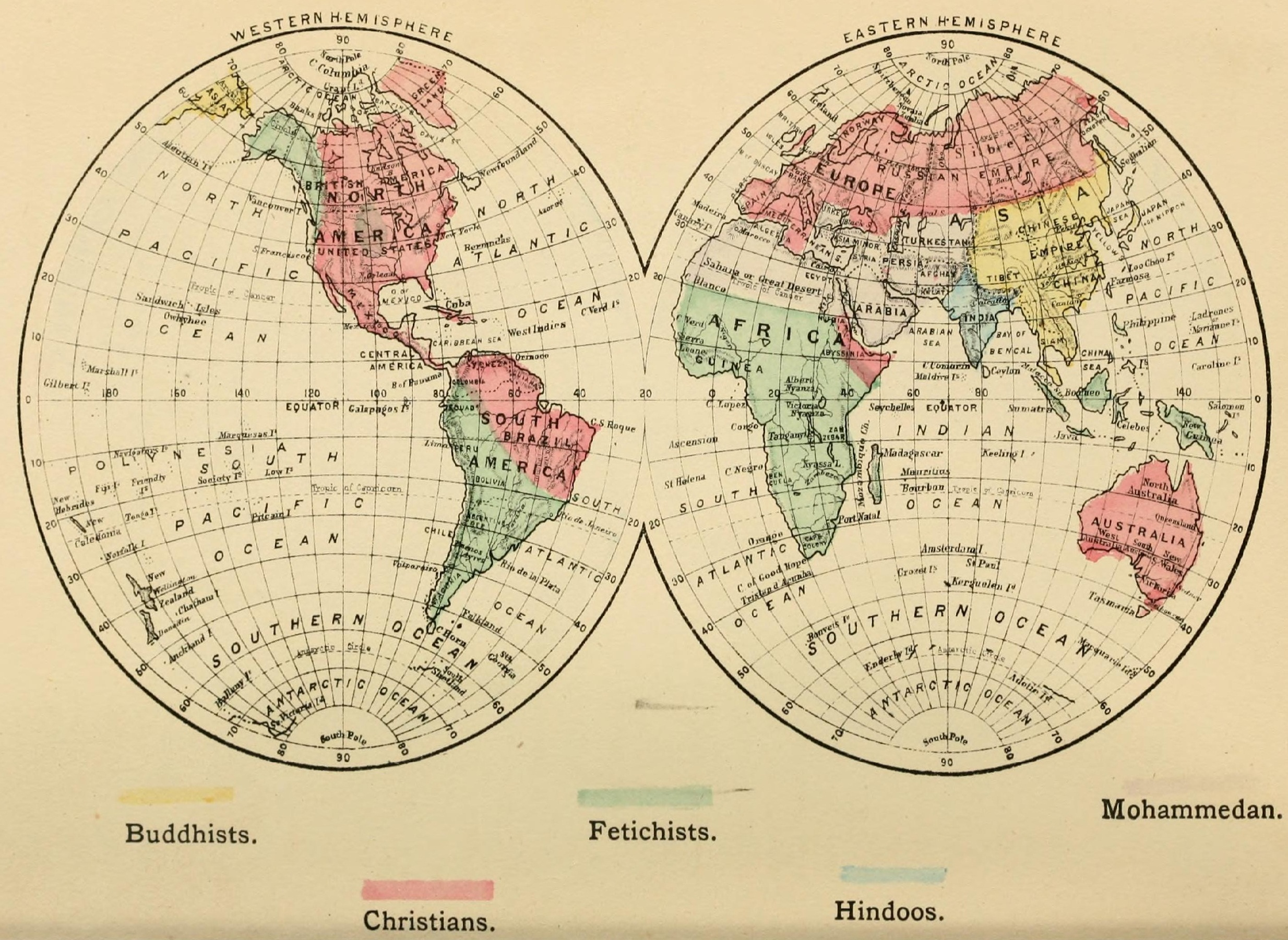
Mapa de 1883 del mundo dividido en colores que representan a los cristianos, budistas, hindúes, mahometanos, fetichistas.

En las culturas del mundo, tradicionalmente ha habido diferentes agrupaciones de creencias religiosas. Los antiguos pueblos paganos por lo general no descartaban la existencia de los dioses de las demás culturas e incluso en algunos casos buscaban homologarlos o verlos como distintas versiones de sus propios dioses. El judaísmo primitivo es considerado por algunos estudios una religión henoteísta por esta razón, ya que algunas evidencias en el estudio de los textos bíblicos mostraban que los judíos consideraban que tenían un pacto particular con Jehová, pero no descartaban la existencia de los dioses de los demás pueblos prohibiendo con ello solo a los hebreos el adorar a otros dioses pero no así al resto de la humanidad. En la cultura de la India, distintas filosofías religiosas fueron tradicionalmente consideradas como diferencias académicas en la búsqueda de la misma verdad.
En el islamismo, el Corán menciona tres diferentes categorías: los musulmanes, la Gente del Libro (judíos, cristianos y zoroastrianos) y los adoradores de ídolos. Inicialmente, los cristianos tuvieron una simple dicotomía de creencias mundiales: La civilización cristiana versus la herejía extranjera o barbarie. En el siglo XVIII, «la herejía» fue aclarada para significar judaísmo e islamismo; junto con el total paganismo, esto creó una cuádruple clasificación que generó trabajos como Nazarenus, or Jewish, Gentile, and Mahometan Christianity de John Toland, que representó a las tres religiones abrahámicas como «naciones» diferentes o sectas dentro de la propia religión, el verdadero monoteísmo.
Daniel Defoe describió la definición original así: «La religión es propiamente la adoración dada a Dios, pero esto también es aplicado a la adoración de ídolos y de falsas deidades». Con la llegada del siglo XIX, entre 1780 y 1810, el lenguaje cambió dramáticamente: en lugar de «religión» como sinónimo de espiritualidad, los autores comenzaron a utilizar el plural, «religiones», para referirse a la cristiandad y a otras formas de adoración. Por ende, la primera enciclopedia de Hannah Adams, por ejemplo, cambió su nombre de Compendio alfabético de varias sectas a Diccionario de todas las religiones y denominaciones religiosas.
En 1838, la cuádruple división de la cristiandad, judaísmo, «mahometismo» y paganismo fue multiplicada considerablemente por el Punto de vista analítico y comparativo de todas las religiones existentes en la humanidad de Josiah Conder. El trabajo de Conder aún se apega a la clasificación cuádruple, pero en su ojo para el detalle él junta mucho trabajo histórico para crear algo semejante a nuestra moderna imagen occidental: incluye a drusos, yazidíes, mandeos y elamitas en la lista de posibles grupos monoteístas y en la categoría final, de «politeísmo y panteísmo», incluye al zoroastrismo, las «sectas basadas en los textos Vedas, Puranas y Tantras» de la India así como la «idolatría brahmánica», budismo, yainismo, sijismo, lamaísmo, la «religión de China y Japón» y las «supersticiones analfabetas».
Aunque a finales del siglo XIX, era común ver estas sectas «paganas» como las tradiciones muertas que precedieron a la cristiandad, «la palabra final y completa de Dios». Esto en ninguna forma refleja la realidad de la experiencia religiosa: Los cristianos suponían que estas tradiciones se habían mantenido en un estado inalterado desde que fueron «inventadas», sin embargo, las tradiciones sobrevivieron en las palabras y acciones de la gente, pudiendo haberse creado nuevas invenciones radicales sin necesidad de crear una nueva secta. El mayor problema en este acercamiento era la existencia del islamismo, una religión que había sido «fundada» luego de la cristiandad y que había sido experimentada por los cristianos como prosperidad intelectual y material. Mas para el siglo XIX, fue posible desechar el islamismo como una revelación de «la carta que mata», dada a los nómadas salvajes del desierto.
El significado moderno de la frase «religión mundial», ubicando a los no cristianos al mismo nivel de vida que los cristianos, comenzó con el Parlamento Mundial de Religiones de 1893 en la ciudad de Chicago (estado de Illinois). Este evento fue duramente criticado por orientalistas europeos hasta la década de 1960 como «no científico», porque permitió que los líderes religiosos hablaran por sí mismos en lugar de reverenciar el conocimiento superior de la academia occidental. Como resultado, su acercamiento a las religiones mundiales no fue tomado seriamente por el mundo académico por un tiempo. Sin embargo, el Parlamento estimuló la creación de una docena de lecturas de fundaciones privadas con el intento de informar a la gente de la diversidad de la experiencia religiosa: estas lecturas financiaron investigadores como William James, D.T. Suzuki y Alan Watts, quienes influyeron enormemente en la concepción pública de las religiones del mundo.
En la última mitad del siglo XX, la categoría de «religión del mundo» cayó en serios cuestionamientos, especialmente por delimitar paralelos entre culturas vastamente diferentes y, por ende, crear una separación arbitraria entre lo religioso y lo secular.
Hasta los profesores de historia han ya tomado nota de estas complicaciones y asesoran contra la enseñanza de las «religiones del mundo» en las escuelas.
En síntesis podría decirse que, mientras los pueblos paganos no descartaban la existencia de los dioses de las demás culturas pero generaban un pacto formal con una deidad o grupos de deidades nacionales, los hebreos concebían el mundo como separado entre gentiles y judíos. Los cristianos en la antigüedad reconocían a los judíos como una religión inspirada por Dios pero deficiente en cuanto al rechazo del que consideraban era el Mesías y clasificaban al resto de religiones y a las ramas separadas dentro del mismo cristianismo como herejías o paganismo. Los musulmanes reconocieron como «gente del Libro» (es decir, seguidores de religiones inspiradas por Dios pero que no reconocían a Mahoma como el último profeta) a judíos, cristianos y zoroastrianos, pero no así a los «idólatras» ni a las religiones surgidas posterior al islamismo.
No obstante conforme el Occidente empezó a extenderse y entrar en contacto con otras culturas en especial mediante el imperialismo transoceánico, las grandes religiones de Asia fueron más aceptadas. Ya para la Era Victoriana en general se reconocía a las «cinco grandes»; judaísmo, cristianismo, islamismo, budismo e hinduismo como las principales. A principios del siglo XX y en parte gracias a la influencia del Parlamento Mundial de Religiones y a los grupos que las organizaban así como estudios académicos tradicionales, se formaron las «religiones clásicas», usualmente: bahaísmo, budismo, cristianismo, hinduismo, islamismo, yainismo, judaísmo, sikhismo, sintoísmo, taoísmo y zoroastrismo. En la actualidad la definición de qué es concretamente una religión puede depender de distintas variantes políticas, sociales, culturales, legales, académicas y sociológicas, pero al menos en occidente y salvo por grupos extremistas o demasiado anómalos a menudo clasificados como «sectas», casi todas las religiones se pueden practicar y estudiar libremente incluyendo las más heterodoxas como el neopaganismo, la Thelema, el satanismo y los nuevos movimientos religiosos.

## Clasificación occidental
Las tradiciones religiosas caen en supergrupos dentro de la religión comparada, organizadas por el origen histórico y las influencias mutuas. Las religiones abrahámicas se originan en el Oriente Medio, las religiones indias en la India y las religiones del este asiático en Asia Oriental. Otro grupo con influencia suprarregional son las religiones afroamericanas, que tienen sus orígenes en África Central y Occidental.
- Las religiones abrahámicas son el grupo más numeroso y consiste principalmente en el judaísmo, el cristianismo, el islamismo y el bahaísmo. Llevan el nombre del patriarca Abraham y están unidas por la práctica del monoteísmo. Hoy en día, unos 3 400 millones de personas son seguidores de las religiones abrahámicas y están difundidos ampliamente en todo el mundo aparte de las regiones alrededor del Sureste Asiático. Varias organizaciones abrahámicas son vigorosas proselitistas.[10]
- Las religiones indias se originaron en la Gran India y tienden a compartir un número de conceptos clave, como el dharma y el karma. Son las de más influencia en el subcontinente indio, Asia Oriental, Sureste Asiático, así como en zonas aisladas de Rusia. Las principales religiones indias son el hinduismo, el jainismo, el budismo y el sijismo.
- Las religiones del este asiático consisten en varias religiones asiático orientales que hacen uso del concepto del tao (en chino) o do (en japonés o coreano), por ejemplo el taoísmo y el confucianismo, ambas catalogadas por algunos académicos como filosofías por ser de naturaleza no religiosa.
- Las religiones afroamericanas son practicadas en América, importadas como resultado del comercio de esclavos del Atlántico entre los siglos XVI y XVIII, construidas a partir de religiones tradicionales de África Central y África Occidental.
- Las religiones de etnias indígenas, anteriormente halladas en cada continente, ahora marginadas por las principales creencias organizadas, pero persistiendo actualmente como religiones autóctonas. Incluye a las religiones tradicionales africanas, el chamanismo asiático, las religiones nativas americanas, las tradiciones austronesias y aborígenes australianas, la religión tradicional china y el sintoísmo posbélico. En listados más tradicionales, esto ha sido referido como «paganismo» junto con el politeísmo histórico.
- Las religiones iraníes (no mencionadas abajo por superposiciones) se originaron en Irán e incluyen el zoroastrismo, el yazdanismo, el yaresanismo y las tradiciones históricas del gnosticismo (mandeísmo, maniqueísmo). Tienen significativas superposiciones con las religiones abrahámicas, por ejemplo en el sufismo y en recientes movimientos como el Babismo y el Bahaísmo.
- Los nuevos movimientos religiosos es el término aplicado a cualquier creencia religiosa que ha surgido desde el siglo XIX, a menudo sincretizando, reinterpretando y reviviendo aspectos de viejas tradiciones: los movimientos hindúes reformistas, el eckankar, el ayyavazhi, el pentecostalismo, el reconstruccionismo pagano y más.

## Demografía religiosa

Principales denominaciones y religiones del mundo.

Una forma de definir una religión principal es por el número de sus adeptos actuales. Los números de población por religión son computados por una combinación datos del censo y encuestas de población (en países donde los datos de religión no son recolectados por el censo, por ejemplo Estados Unidos o Francia), pero los resultados pueden variar ampliamente dependiendo de la manera en que las preguntas son formuladas, las definiciones de religión utilizadas y la parcialidad de las agencias u organizaciones que conducen la investigación. Las religiones informales o desorganizadas son especialmente difíciles de contabilizar.
No hay consenso entre los investigadores acerca de la mejor metodología para determinar el perfil religioso de la población mundial. Un número de aspectos fundamentales están sin resolver:
- Si contabilizar las «culturas religiosas históricamente predominantes»[11]
- Si contabilizar sólo aquellos que «practican» activamente una religión en particular[12]
- Si contabilizar basándose en un concepto de «adhesión»[13]
- Si contabilizar sólo a aquellos que se autoidentifican expresamente con una denominación particular[14]
- Si contabilizar solo a los adultos o incluir también a los niños.
- Si apoyarse solamente en estadísticas oficiales facilitadas por el gobierno[15]
- Si utilizar múltiples fuentes y rangos o sólo las «mejores fuentes»

### Religiones más grandes según su número de adeptos
La siguiente tabla enumera las religiones clasificadas por filosofía; sin embargo, la filosofía religiosa no siempre es el factor determinante en la práctica local. Hay que tener en cuenta que esta tabla incluye movimientos heterodoxos como adeptos a una categoría filosófica mayor, aunque esto puede ser cuestionado por otros dentro de esa categoría. Por ejemplo, Cao Đài está incluida porque afirma ser una categoría separada del budismo, mientras que hoa hao no está, a pesar de que son nuevos movimientos religiosos similares.
Algunas organizaciones pueden inflar ampliamente sus números.
| Categoría religiosa                                                   | Número de seguidores (en millones) | Número de seguidores (en millones) | Tradición cultural                                    | Principales regiones cubiertas |
| --------------------------------------------------------------------- | ---------------------------------- | ---------------------------------- | ----------------------------------------------------- | --- |
| cristianismo                                                          | 2400                               | [ 16 ] [ 17 ]                      | religiones abrahámicas                                | Europa, América, Oceanía y África Subsahariana. Para las minorías mundiales ver Cristianismo por país |
| islamismo                                                             | 1400                               | [ 18 ]                             | religiones abrahámicas                                | Oriente Medio, Norte de África, Asia Central, Asia del Sur, África Occidental, Archipiélago malayo, con grandes centros poblacionales existentes en África Oriental y en la Península de los Balcanes.                                                                |
| sin religión                                                          | 1200                               | [ 20 ]                             | Secularismo                                           | Europa, Estados postsoviéticos, Asia Oriental, Sudeste Asiático, Oceanía y América. |
| hinduismo                                                             | 1200                               | [ 21 ]                             | religiones dhármicas                                  | Asia del Sur, Bali, Mauricio, Fiyi, Guyana, Trinidad y Tobago, Surinam y entre las comunidades indias en el exterior. |
| budismo                                                               | 535                                | [ 22 ] [ 23 ] [ 24 ]               | religiones dhármicas                                  | Asia del Sur, Asia Oriental, Sureste asiático, Australia y algunas regiones de Rusia. |
| étnicas                                                               | 475                                | [ 25 ]                             | religiones étnicas                                    | Europa, Asia, América, África. Vulgarmente llamadas por algunos sectores como «paganas», como lo son la mitología celta, la mitología escandinava, y muchas otras |
| religión tradicional china (incluyendo el taoísmo y el confucianismo) | 407                                | [ 26 ] [ 25 ]                      | religiones chinas                                     | Asia Oriental, Vietnam, Singapur y Malasia. |
| sijismo                                                               | 24-28                              | [ 27 ] [ 22 ]                      | religiones dhármicas                                  | subcontinente indio, Australasia, América del Norte, Sureste asiático, el Reino Unido y Europa Occidental. |
| judaísmo                                                              | 14-18                              | [ 22 ]                             | religiones abrahámicas                                | Israel y la diáspora judía mundial (principalmente en América del Norte, América del Sur, Europa y Asia). |
| jainismo                                                              | 8-12                               | [ 28 ]                             | religiones dhármicas                                  | India y África Oriental. |
| bahaísmo                                                              | 8                                  | [ 29 ] [ 30 ]                      | religiones abrahámicas                                | Notable por estar dispersa en el mundo pero las diez principales poblaciones (reuniendo un 60% de los adeptos al bahaísmo) son (en orden del tamaño de la comunidad) India, Estados Unidos, Vietnam, Kenia, RD del Congo, Filipinas, Zambia, Sudáfrica, Irán, Bolivia |
| cao đài                                                               | 7                                  | [ 35 ]                             | religiones vietnamitas                                | Vietnam |
| sintoísmo                                                             | 4                                  | [ 36 ]                             | religiones japonesas                                  | Japón, Brasil. |
| cheondoísmo                                                           | 3                                  | [ 37 ]                             | religiones coreanas                                   | Corea del Norte y del Sur. |
| tenrikyo                                                              | 2                                  | [ 38 ]                             | religiones japonesas                                  | Japón, Brasil. |
| wicca                                                                 | 1                                  | [ 39 ]                             | Nuevos movimientos religiosos                         | Estados Unidos, Australia, Europa, Canadá. |
| johrei                                                                | 1                                  | [ 40 ]                             | religiones japonesas                                  | Japón, Brasil |
| seichō-no-ie                                                          | 0,8                                | [ 38 ]                             | religiones japonesas                                  | Japón, Brasil |
| movimiento rastafari                                                  | 0,7                                | [ 41 ]                             | Nuevos movimientos religiosos, religiones abrahámicas | Jamaica, Caribe, África. |
| satanismo                                                             | 0,63                               | [ 42 ]                             | Nuevos movimientos religiosos                         | Estados Unidos, Canadá, Europa. |

### Por región
- - Religión en Asia
  - Religión en India
  - Religión en China
  - Mundo islámico (Suroeste de Asia y Norte de África)
  - Religión en América Latina
  - Religión en México
  - Religión en Estados Unidos
  - Religión en Australia
  - Religión en Europa
  - Religión en la Unión Europea
  - Religión en Rusia
  - Religión en Suiza
  - Religión en Perú
  - Religión en Sudamérica

## Tendencias en la adhesión
Desde finales del siglo XIX, la demografía de las religiones ha cambiado en gran medida. Algunos países con una población cristiana históricamente numerosa han experimentado un significativo declive en el número de cristianos profesos activos: ver Demografía del ateísmo. Los síntomas del declive en la participación activa en la vida religiosa cristiana incluye la disminución en el reclutamiento para el sacerdocio y la vida monástica, así como la disminución en la asistencia a la iglesia. Por otro lado, desde el siglo XIX, grandes zonas del África negra han sido convertidas al Cristianismo y esta parte del mundo tiene la mayor tasa de crecimiento poblacional. En el reino de la cultura occidental, ha habido un incremento en el número de personas que se identifican como humanistas seculares. En muchos países, como la República Popular China, los gobiernos comunistas han desalentado la religión, haciendo difícil contar el número real de creyentes. Sin embargo, luego del colapso del comunismo en diferentes países de Europa del Este y de la ex Unión Soviética, la vida religiosa ha estado experimentando un resurgimiento, tanto en la forma del cristianismo oriental y, particularmente, en las formas del Neopaganismo y las Religiones del este asiático.[cita requerida]
A continuación están algunos datos disponibles basados en el trabajo de la Enciclopedia Cristiana:
| 1970-1985           | 1990-2000                                                                       | 2000-2005           |
| ------------------- | ------------------------------------------------------------------------------- | ------------------- |
| 3,65%: bahaísmo     | 2,65%: zoroastrismo                                                             | 1,84%: islamismo    |
| 2,74%: islamismo    | 2,28%: bahaísmo                                                                 | 1,70%: bahaísmo     |
| 2,34%: hinduismo    | 2,13%: islamismo                                                                | 1,62%: sijismo      |
| 1,67%: budismo      | 1,87%: sijismo                                                                  | 1,57%: hinduismo    |
| 1,64%: cristianismo | 1,69%: hinduismo                                                                | 1,32%: cristianismo |
| 1,09%: judaísmo     | 1,36%: cristianismo                                                             |                     |
|                     | 1,09%: Budismo                                                                  |                     |
|                     | El crecimiento anual en la población mundial para el mismo período es de 1,41%. |                     |

Los estudios llevados por el Centro de Investigación Pew han encontrado que, generalmente, los países más pobres tenían una proporción más grande de ciudadanos que encontraban que la religión es muy importante que en los países más ricos, con la excepción de Estados Unidos y Kuwait.

## Gráficos

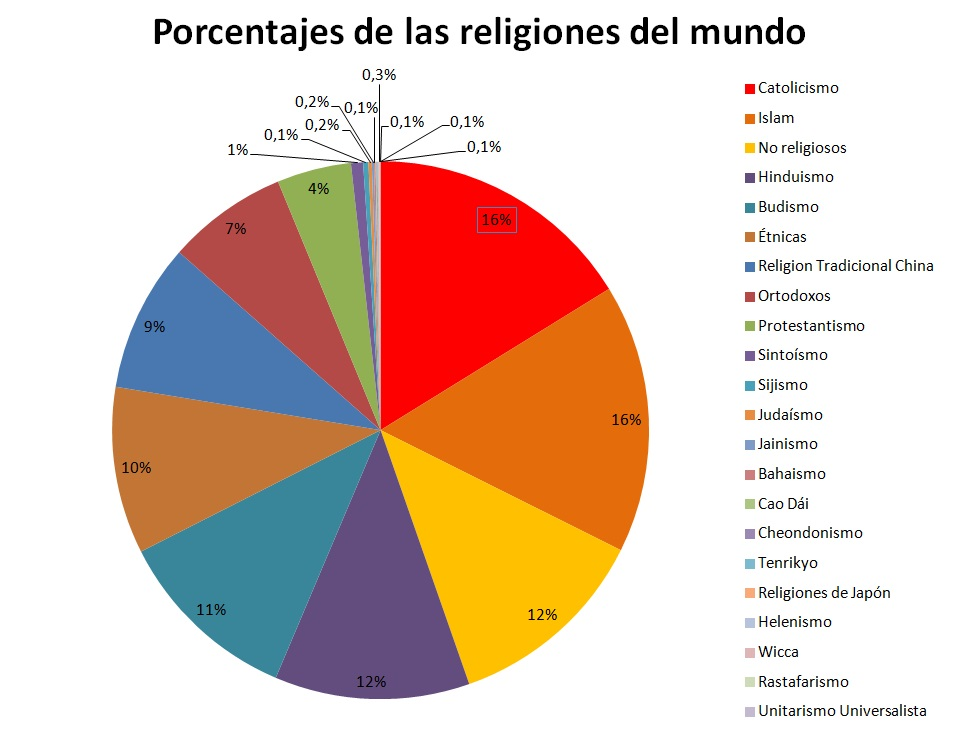
Porcentaje de las religiones del mundo, en abril de 2018.

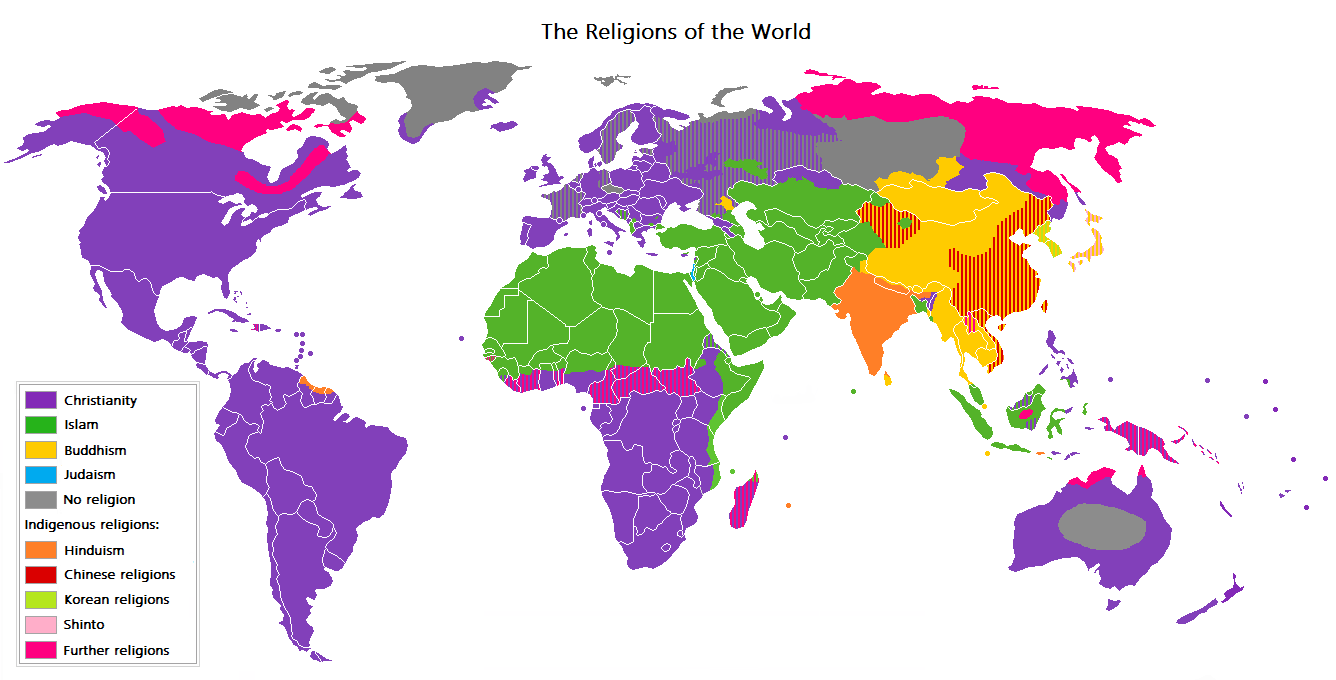
Religiones del mundo. Mapa de distribución.

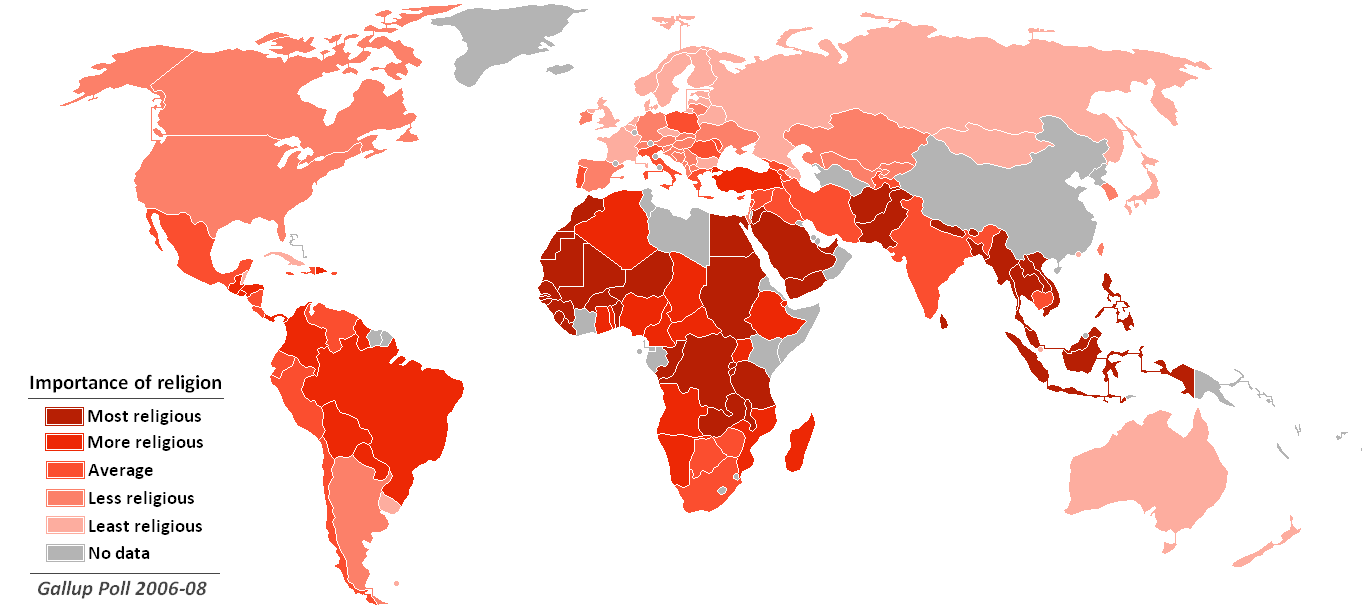
Importancia de la religión por país. Datos de Gallup 2006-2008.

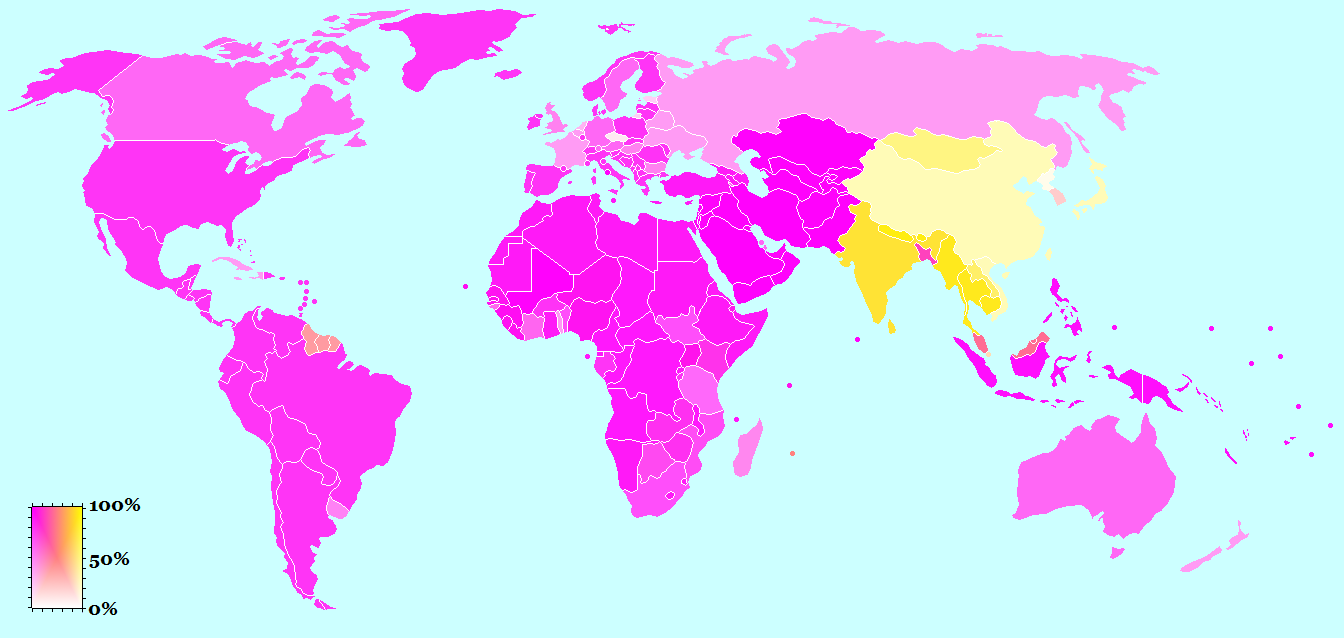
Prevalencia de las religiones abrahámicas (en púrpura) y las dhármicas (en amarillo).